# アドブロック
アドブロック (英語: Ad blocking) とは、ウェブサイトを閲覧時にインターネット広告をブロックして非表示にする行為、あるいはそのための技術を指す。日本語では広告ブロックとも呼ばれる。アドブロックを行うためのソフトウェアはアドブロッカーや広告ブロッカーと呼ばれる。
インターネット広告をブロックするだけでなく、アクセス解析などもブロック可能なものも多い。

## 概要
アドブロックが行われる理由としては、以下のようなものが挙げられる。
- 広告に含まれる画像や動画のダウンロード・読み込みを事前にブロックすることで、不要な通信量（パケット通信料）を抑えたり、ウェブサイトの描画にかかる時間を短縮する
- スマートフォンで閲覧する際、不必要な広告をブロックすることで、バッテリーの消費を軽減する
- 広告ネットワークを通じて行われるトラッキングによる個人情報の収集を防ぐことでプライバシーを保護する
- マルウェアを仕組んだ広告をブロックすることで感染を防ぐ[2]
- 出会い系サイト（アダルトサイト）、風俗店、酒、ギャンブルなど年齢制限（年齢の下限）が設けられた、有害なコンテンツの広告をブロックする
- 画面全体を覆ったり音声付きの動画を再生するなどの不快な広告をブロックし、快適にウェブサイトを閲覧する

## 仕組み
アドブロッカーはあらかじめ用意されたフィルタ（インターネット広告のブラックリスト）を参照し、広告が含まれる通信をブロックしたり、広告に用いられる特定の要素（例：<div class="ad">広告</div>）や、ハイパーリンク（例：<a href="http://www.****.co.jp/" >広告</a>）を読み込ませないことで、ウェブサイト上から広告を取り除く。
アドブロッカーの多くはウェブブラウザの拡張機能として提供されるが、ブラウザ自体にアドブロック機能が内蔵されていたり、アドブロックを利用できるDNSサーバも存在する。スマートフォンの普及に伴い、スマートフォン用ウェブブラウザにもアドブロックを内蔵しているものが登場している。

### 通信自体をブロックするもの
フィルターリスト（ブラックリスト）に登録された特定のドメインとの通信自体をブロックする。通信自体をブロックすることで通信量を削減できるほか、広告ネットワークを経由したマルウェアのダウンロードを防ぐことができる。一方で広告とウェブサイトのコンテンツ自体が同じドメインで提供されている場合、広告のみをブロックすることは難しい。
広告やトラッカーを提供するドメインをブロックするDNSサーバも存在する。OSやルータのDNSをこれに設定すれば、ウェブブラウザ以外の広告（スマートフォンのアプリ内広告など）もブロック可能となる。

### 広告要素を非表示にするもの
ウェブサイトのソースコードを改変し、広告が含まれる部分を削除して表示する。通信自体をブロックしているわけではないので通信量に大きな変化はないが、同じドメインから提供される広告を取り除くことが可能である。ただし、アドブロック対策を行う企業のウェブサイトも存在する。閲覧者のブラウザがアドブロックを使っていることを検知した場合、コンテンツそのものを一切表示しない、あるいはアドブロックの機能を無効化するよう要求するサイト等がある。

## フィルタ
企業、グループ、個人などから多くのフィルタがフリーで公開されている。Easylistがよく知られており、2019年6月現在も活発にサポートが続けられている。言語圏ごとに専用フィルタも用意されている。

## アドブロックの導入

### 標準でアドブロックが搭載されているウェブブラウザ
- Arc
- Brave
- Google Chrome - ごく一部の悪質な広告のみブロックする[4]
- Microsoft Edge
- Opera
  - Opera GX
- Orion
- Sidekick
- Sleipnir
- Tailsに搭載されたTor Browser
- Vivaldi（ver2.12.1848.4以降）

### ウェブブラウザ用の拡張機能
- AdBlock
- Adblock Plus
- AdGuard
- Ghostery
- uBlock Origin

## アドブロック使用に対する企業の動き
サービス自体を無料で提供する代わりに、会社の運営及びサービスの維持のために広告収入を重視している企業も多く、そうした企業にとっては広告ブロックが収入減少に直結するため、アドブロックを導入したままサービスを利用しようとした際にブロック解除するよう促すダイアログを都度表示する、もしくはサービスの利用自体をできなくするなどの対策を取るウェブサービスもある。
しかしアメリカでは2022年現在、そうした対策に頼るサイトは減少している。

### 動画共有サービスにおける影響
動画共有サービスでも、動画投稿者がアドブロックにより広告収入を得られなくなる影響が出ている。
2023年6月にはYouTubeが、アドブロッカーを使用しているユーザーに対し、アドブロックを無効にするかYouTube Premiumに加入しない限り、アドブロッカーによる動画広告等のブロックをアンチブロックするダイアログを表示させた上で動画の再生をブロックするテストを開始し、同年10月よりそれが本格的に運用されることになった。一方、プライバシー活動家のアレキサンダー・ハンフはYouTubeによるこのアンチブロックについて「EUのeプライバシー指令違反に当たる」とアイルランドデータ保護委員会に申し立てたが、YouTubeを傘下に収めるGoogle側はこれを否定した。
動画共有サービスにおけるアドブロックの規制は、VimeoやDailymotionなどが既に行っているが、YouTubeでは最大規模の規制となった。
翌2024年5月には、ニコニコ動画などを運営しているドワンゴもニコニコインフォにて「広告ブロックツール（AdBlock）の使用についてのお願い」と題した声明を発表し、アドブロックを使用することにより、年間で1億円以上の損失が発生していると表明した。これにより、サービスの運営・開発や、投稿者の活動支援や二次創作文化の推進を目的に投稿作品に対する奨励金「クリエイター奨励プログラム」の分配に影響が出ているほか、一部機能や表示などに意図しない不具合が発生しているとして、アドブロックの無効化または、使用しているアドブロックのホワイトリストにニコニコのドメインを登録するよう呼び掛ける事態となった。